# 師岡貝塚
座標: 北緯35度31分29.6秒 東経139度38分08.0秒 / 北緯35.524889度 東経139.635556度

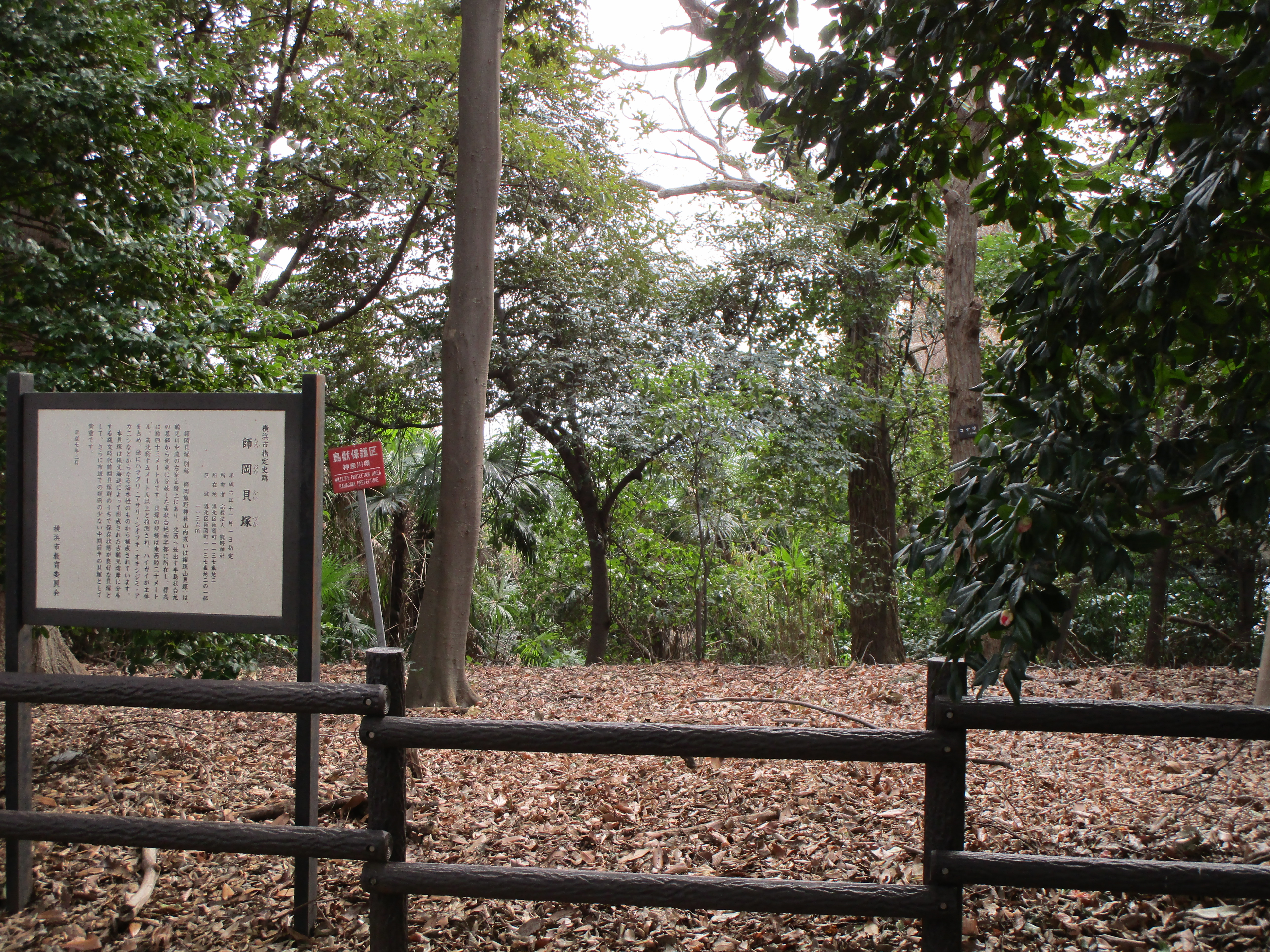
師岡貝塚

師岡貝塚（もろおかかいづか）は、神奈川県横浜市港北区師岡町に所在する縄文時代前期の貝塚である。別称は「師岡熊野神社山内貝塚」或いは「権現山貝塚」。1994年（平成6年）11月、横浜市指定史跡に指定された。

## 概要
貝塚は師岡熊野神社社殿の裏山で、神体が鎮座するとされる「権現山」山頂の東斜面にある。なおこの山森は、1991年（平成3年）2月に「師岡熊野神社の社叢林」として神奈川県指定天然記念物に指定されている。神奈川県立博物館により、1980年（昭和55年）から3次にわたって学術調査が行われている。調査結果については次の通り。
1. 時期 - 縄文海進による縄文時代前期
2. 規模 - 東西20メートル、南北15メートル
3. 遺物 - 二枚貝が大半で特にハイガイが多い。他にはハマグリ、アサリ、シオフキ。魚類としては、マダラトビエイ、クロダイなど。ほ乳類は極めて少ないがシカ、イヌ。また破損した土器が発見されている[5]。

出土品は神奈川県立歴史博物館が保管している。
刊行された発掘調査報告書は全国遺跡報告総覧からオンラインで閲覧できる。
- 神奈川県立博物館編1981『神奈川県立博物館発掘調査報告書13：師岡遺跡（資料編）』神奈川県立博物館
- 神奈川県立博物館編1982『神奈川県立博物館発掘調査報告書14：師岡遺跡（本文編）』神奈川県立博物館
- 神奈川県立博物館編1983『神奈川県立博物館発掘調査報告書15：師岡遺跡（2）』神奈川県立博物館
- 神奈川県立博物館編1986『神奈川県立博物館発掘調査報告書16：師岡遺跡（3）』神奈川県立博物館